# Chris Steger
Christian „Chris“ Steger (* 26. Dezember 2003 in Schwarzach im Pongau) ist ein österreichischer Sänger der volkstümlichen Musik.

## Leben
Chris Steger lebt mit seinen Eltern in der Marktgemeinde St. Martin am Tennengebirge und war Schüler an der HTBLA Hallein. 2016 nahm er beim Kiddy Contest teil, den er mit seiner Interpretation des Liedes Stitches von Shawn Mendes gewinnen konnte. Ein Jahr später nahm er in Deutschland bei The Voice Kids teil, in der er jedoch bereits nach der zweiten Runde den Wettbewerb verlassen musste.
Chris Stegers Manager ist Christof Straub, mit dem er im Jahr 2020 Zefix veröffentlichte. Das Lied schaffte den Einstieg in die Charts und hielt sich 19 Wochen. Bei der Amadeus-Verleihung 2021 wurde es als Österreichs Song des Jahres ausgezeichnet. Es folgten weitere Singleveröffentlichungen, die aber keine weiteren Chartplatzierungen brachten. Bis zur Fertigstellung des nach dem Hit benannten Debütalbums Zefix dauerte es mehr als ein Jahr. Im November 2021 stieg er damit aber auf Platz 2 der Albumcharts ein. Im Oktober 2023 erschien sein zweites Studioalbum Koa Garantie, das im gleichen Monat Platz eins in den Ö3 Austria Top 40 erreichte.
Im Jahr 2023 leistete Steger den Präsenzdienst im Bundesheer.
Stegers Markenzeichen ist zum einen die kurze Lederhose, die er in den Musikvideos und bei Auftritten trägt, aber auch das Singen im Dialekt.

## Diskografie

### Studioalben
| Jahr | Titel        | Höchstplatzierung, Gesamtwochen, AuszeichnungChartplatzierungen (Jahr, Titel, Platzierungen, Wochen, Auszeichnungen, Anmerkungen) | Höchstplatzierung, Gesamtwochen, AuszeichnungChartplatzierungen (Jahr, Titel, Platzierungen, Wochen, Auszeichnungen, Anmerkungen) | Höchstplatzierung, Gesamtwochen, AuszeichnungChartplatzierungen (Jahr, Titel, Platzierungen, Wochen, Auszeichnungen, Anmerkungen) | Anmerkungen                                              |
| Jahr | Titel        | DE | AT | CH | Anmerkungen                                              |
| ---- | ------------ | --- | --- | --- | -------------------------------------------------------- |
| 2021 | Zefix        | — | AT2 Gold · (76 Wo.)AT | — | Erstveröffentlichung: 5. November 2021 Verkäufe: + 7.500 |
| 2023 | Koa Garantie | — | AT1 (18 Wo.)AT | — | Erstveröffentlichung: 17. Oktober 2023                   |

### Singles
| Jahr | Titel Album | Höchstplatzierung, Gesamtwochen, AuszeichnungChartplatzierungen (Jahr, Titel, Album, Platzierungen, Wochen, Auszeichnungen, Anmerkungen) | Höchstplatzierung, Gesamtwochen, AuszeichnungChartplatzierungen (Jahr, Titel, Album, Platzierungen, Wochen, Auszeichnungen, Anmerkungen) | Höchstplatzierung, Gesamtwochen, AuszeichnungChartplatzierungen (Jahr, Titel, Album, Platzierungen, Wochen, Auszeichnungen, Anmerkungen) | Anmerkungen                         |
| Jahr | Titel Album | DE | AT | CH | Anmerkungen                         |
| ---- | ----------- | --- | --- | --- | ----------------------------------- |
| 2020 | Zefix       | — | AT31 Platin · (1 Wo.)AT | — | Erstveröffentlichung: 31. Juli 2020 |

Weitere Singles
- 2020: Wonn i donn hoam kimm
- 2021: Oans, zwoa, drei
- 2021: Leicht kennt ma’s hom
- 2021: Da Beste
- 2021: Die Schenste
- 2021: Präsident
- 2021: Nua da Wind
- 2021: Fuat auf’d Nocht
- 2021: Woan nua
- 2022: Gib ma an Grund
- 2022: Stü is die Nochd (mit Edmund)
- 2023: Wias sei soi
- 2023: So noh wie nia
- 2023: Weihnachtszeit

## Auszeichnungen
- Kiddy Contest 2016: Gewinner mit dem Song Ich bleib lieber Single (Cover von Stitches von Shawn Mendes)
- Amadeus-Verleihung 2021: Song des Jahres